# Karl John

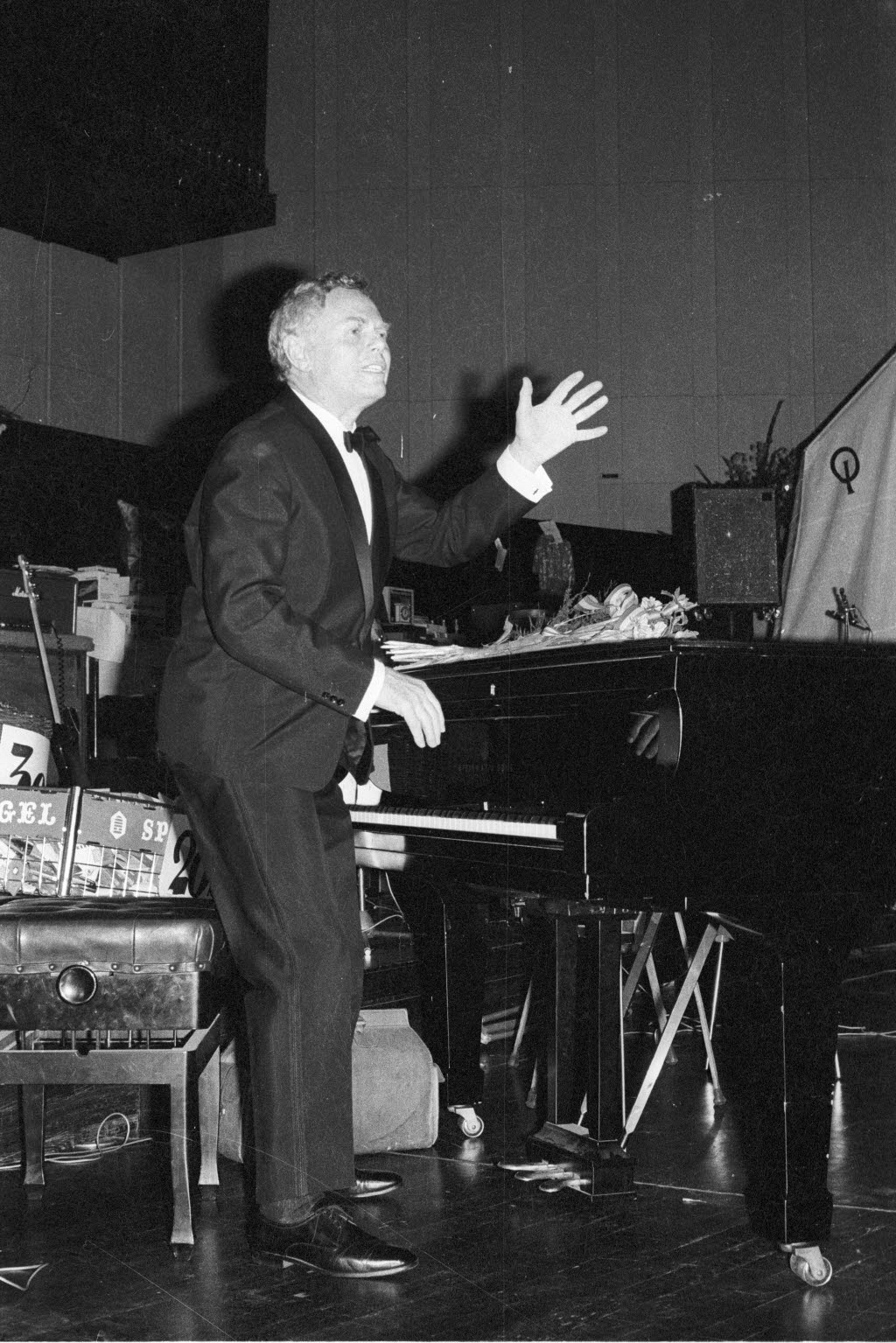
Karl John (1972)

Karl John, manchmal auch Carl John (* 24. März 1905 in Köln; † 22. Dezember 1977 in Gütersloh) war ein deutscher Bühnen- und Filmschauspieler.

## Leben und Werk
Nach dem Erwerb der Hochschulreife studierte Karl John zunächst Architektur an der Technischen Hochschule in Danzig. Doch entdeckte er alsbald seine Liebe zur Bühne und zog nach Berlin, wo er auch Schauspielunterricht nahm. Im Alter von 26 Jahren erlebte er seinen ersten Bühnenauftritt an einem Theater in Bunzlau. 1932, nur ein Jahr später, gab er in dem Kriminalfilm Der weiße Dämon sein Filmdebüt. Hans Albers spielte in diesem Film die Hauptrolle. In der Folgezeit spielte er auch immer wieder an verschiedenen Bühnen und gelangte 1938 auch ans Deutsche Theater in Berlin.

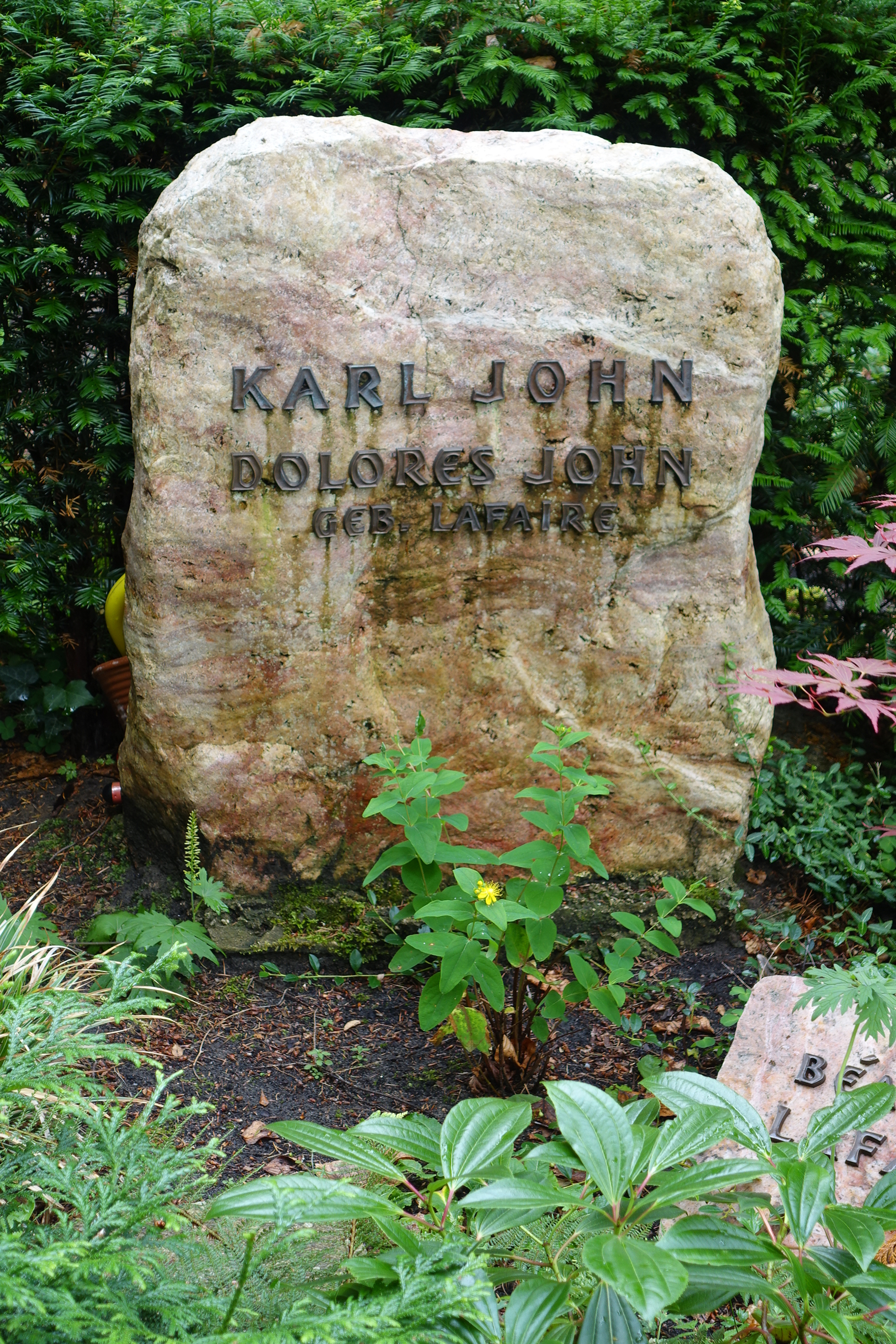
Grab von Karl John auf dem Friedhof Heerstraße in Berlin-Westend

Karl John spielte ob seiner Physiognomie, seines Auftretens und seiner Stimme in der UFA-Zeit überwiegend Soldatenrollen. So war er auch in Propagandafilmen zu sehen, wie Stukas, U-Boote westwärts! oder auch Zwei in einer großen Stadt (alle 1941). Nachdem er sich 1943 Goebbels gegenüber abfällig über die Kriegsführung geäußert hatte, fiel er in Ungnade und musste Kriegsdienst leisten.
Nach dem Zweiten Weltkrieg spielte er in dem Antikriegsfilm In jenen Tagen (1947) mit, und seine Rolle in der Wolfgang-Borchert-Verfilmung von Draußen vor der Tür mit dem Titel Liebe 47 zeigte seine eindrucksvollste Darstellung. Wieder waren es hauptsächlich Wehrmachtsangehörige, die er in Streifen wie Des Teufels General (1955), Hunde, wollt ihr ewig leben (1957) und Fabrik der Offiziere (1960) sowie in der internationalen Produktion von The Longest Day (Der längste Tag) verkörperte. In Peter Lorres einziger Regiearbeit Der Verlorene (1951) spielte er einen Gestapo-Agenten.
In den 1960er Jahren war er filmisch vor allem in einigen Edgar-Wallace-Adaptionen zu sehen. Im Fernsehen hatte er noch Auftritte in Derrick und Tatort und in Der Kommissar.
Auch in einer ganzen Reihe von Hörspielen war er als Sprecher im Einsatz. Zu seinen bekanntesten Rollen gehörte 1959 die Darstellung des Londoner Schriftstellers und Privatdetektivs Paul Temple in der achtteiligen Produktion Paul Temple und der Conrad-Fall von Francis Durbridge, in der Willy Purucker die Regie führte.
Karl John erlitt am 20. Dezember 1977 kurz vor der Vorstellung von Mond über den Fluss von Pavel Kohout einen Zusammenbruch im Theater Gütersloh und starb zwei Tage später, 72-jährig, im Städtischen Krankenhaus an einer Herz-Kreislauf-Erkrankung. Beigesetzt wurde er in Berlin, auf dem landeseigenen Friedhof Heerstraße im heutigen Ortsteil Westend (Grablage: 16-D-32/33).

## Filmografie (Auswahl)
- 1932: Der weiße Dämon
- 1933: Kind, ich freu’ mich auf Dein Kommen
- 1936: Wenn der Hahn kräht
- 1936: Weiße Sklaven
- 1937: Der Lachdoktor
- 1937: Unternehmen Michael
- 1939: Legion Condor (unvollendet)
- 1940: Fahrt ins Leben
- 1940: Bal paré
- 1940: Kora Terry (kleine Nebenrolle)
- 1941: Mein Leben für Irland
- 1941: Stukas
- 1941: U-Boote westwärts!
- 1941: Der Weg ins Freie
- 1941: Über alles in der Welt
- 1942: Zwei in einer großen Stadt
- 1942: Andreas Schlüter
- 1943: Großstadtmelodie
- 1947: In jenen Tagen
- 1948: Unser Mittwochabend
- 1949: Die letzte Nacht
- 1949: Liebe 47
- 1951: Der Verlorene
- 1952: Das Bankett der Schmuggler (Le Banquet des fraudeurs)
- 1953: Inspektor Tondi (1953) (TV)
- 1953: Gefährlicher Urlaub (The Man Between)
- 1953: Weg ohne Umkehr
- 1954: Jedem das Seine (TV)
- 1955: Des Teufels General
- 1955: Hotel Adlon
- 1955: Urlaub auf Ehrenwort
- 1958: Das Lächeln der Gioconda (TV)
- 1958: Wie es euch gefällt (TV)
- 1959: Hunde, wollt ihr ewig leben
- 1959: 2 x Adam, 1 x Eva
- 1959: Die Gute Sieben (TV)
- 1960: Schatten der Helden (TV)
- 1960: An heiligen Wassern
- 1961: Diesmal muß es Kaviar sein
- 1962: Der längste Tag
- 1963: Detective Story – Polizeirevier 21
- 1963: Was soll werden, Harry? (TV)
- 1964: Der Hexer
- 1964: Das Kriminalmuseum (TV-Serie) – Folge: Der Schlüssel
- 1965: Oberst Wennerström (TV-Zweiteiler)
- 1965: Neues vom Hexer
- 1965: Die fünfte Kolonne (TV-Serie) – Folge: Blumen für Zimmer 19
- 1966: Hinter diesen Mauern (TV)
- 1968: Babeck (TV-Dreiteiler)
- 1970: Der Kommissar (TV-Serie) – Folge 18: Dr. Meinhardts trauriges Ende
- 1970: Peenemünde (TV)
- 1971: Drüben bei Lehmanns – Besuch aus dem Süden (S02F03)
- 1972: Der Kommissar (TV-Serie) – Folge 53: Mykonos
- 1972: Pater Brown: Wer bedroht Sir Claude? (Fernsehserie)
- 1974: Pusteblume
- 1976: Derrick (TV-Serie) – Folge: Auf eigene Faust
- 1977: Atemlos vor Angst
- 1977: Tatort: Finderlohn

## Hörspiele
- 1947: Christian Munk: Die Reiherjäger – Regie: Heinrich Voigt (Berliner Rundfunk)
- 1974: Hansjörg Schneider: Der Erfinder (Emil Bögli, Erfinder) – Regie: Hans Bernd Müller (SFB)